# Mitwirkungspflichten der Beteiligten (Steuerrecht)
Der Begriff der Mitwirkungspflicht ist in diversen Rechtsgebieten gebräuchlich.
In diesem Beitrag geht es speziell um den Begriff der steuerlichen Mitwirkungspflicht nach der Abgabenordnung (AO).

## Definition
In § 90 Abs. 1 AO wird definiert: „Die Beteiligten sind zur Mitwirkung bei der Ermittlung des Sachverhalts verpflichtet. Sie kommen der Mitwirkungspflicht insbesondere dadurch nach, dass sie die für die Besteuerung erheblichen Tatsachen vollständig und wahrheitsgemäß offen legen und die ihnen bekannten Beweismittel angeben. Der Umfang dieser Pflichten richtet sich nach den Umständen des Einzelfalls.“
„Mitwirkungspflichten sind Verhaltensanordnungen, die kraft Gesetzes bzw. kraft Verwaltungsakts an den Steuerpflichtigen oder einen Dritten gerichtet werden und dazu dienen, den Sachverhalt zu ermitteln, aufgrund dessen Steuern festgesetzt und erhoben werden sollen.“

## Bedeutung Beteiligter
„Der Begriff der Beteiligten ergibt sich [im Steuerrecht] aus § 78 AO. Im Steuerverwaltungsverfahren hat vor allem § 78 Nr. 2 AO Bedeutung, wonach Beteiligter derjenige ist, an den eine Finanzbehörde den Verwaltungsakt richten will oder gerichtet hat. Dies sind insbesondere die Steuerpflichtigen (§ 33 Abs. 1 AO), also Personen, denen gegenüber die Behörde bestehende Verpflichtungen aus dem Verwaltungsverfahren durch Verwaltungsakt verwirklicht.“
Aber nicht nur die Steuerpflichtigen selbst, sondern auch Dritte können Beteiligte sein. Dies ist beispielsweise der Fall, wenn das Finanzamt einen Geschäftspartner eines Steuerpflichtigen im Rahmen eines Steuerermittlungsverfahren vergeblich um Auskunft ersucht, und zur Durchsetzung der Auskunftspflicht ein Zwangsgeld festsetzen will. In diesem Zwangsmittelverfahren ist der Geschäftspartner Beteiligter.

## Bedeutung der Mitwirkungspflicht
„Damit das Finanzamt seiner Aufgabe, die steuerpflichtigen Fälle zu ermitteln, gerecht werden kann, bedarf es der Mithilfe der Beteiligten sowie anderer dritter Personen. Diesen Personen sind daher in der AO eine Fülle von Pflichten auferlegt.“   „[Sie] haben bei der Feststellung der Sachverhalte, die für die Besteuerung erheblich sein können, mitzuwirken und […] insbesondere Auskünfte zu erteilen, Aufzeichnungen, Bücher, Geschäftspapiere und andere Urkunden zur Einsicht und Prüfung vorzulegen […] (§ 200 Abs. 1 AO).“
Auf der anderen Seite kann das Finanzamt insbesondere Auskünfte von den Beteiligten und anderen Personen einholen, Sachverständige hinzuziehen, Urkunden- und Akteneinsicht erhalten, Augenschein einnehmen und Grundstücke und Räume betreten.
„Umfangreiche Mitwirkungspflichten sind im Rahmen einer Außenprüfung und bei einer Steuerfahndung zu erfüllen. So hat der Steuerpflichtige bei einer Au[ß]enprüfung insbesondere Auskünfte zu erteilen, Aufzeichnungen, Bücher, Geschäftspapiere und andere Urkunden zur Einsicht und Prüfung vorzulegen, die zum Verständnis der Aufzeichnungen erforderlichen Erläuterungen zu geben und die Finanzbehörde bei Ausübung ihrer Befugnisse zu unterstützen.“
Falls jemand seiner Mitwirkungspflicht nicht nachkommt, kann diese auch vom Finanzamt unter anderem durch Zwangsmittel (z. B. Zwangsgeld) erzwungen werden. Weitere Rechtsfolgen einer Verletzung der Mitwirkungspflicht sind z. B. Verspätungszuschlag gemäß § 152 AO, Schätzung der Besteuerungsgrundlagen gemäß § 162 AO, Nichtanerkennung von Aufwendungen gem. § 160 AO und Straf- oder Bußgeldverfahren gemäß § 370, § 378 AO. Bei schuldhafter Nichterfüllung eines qualifizierten Mitwirkungsverlangens wird seit dem 1. Januar 2025 ein Mitwirkungsverzögerungsgeld festgesetzt (§ 200a Abs. 2 AO).
„Auch bei ausländischen Sachverhalten besteht die Mitwirkungspflicht, so haben die Beteiligten Sachverhalte aufzuklären und die erforderlichen Beweismittel zu beschaffen. […] Gerade bei ausländischen Sachverhalten besteht eine erhöhte Mi[t]wirkungspflicht des Steuerpflichtigen. Eine Verletzung der Mitwirkungspflicht kann zu einer Schätzung der Besteuerungsgrundlage führen.[…].“
„Es gibt neben den allgemeinen Mitwirkungspflichten auch sogenannte besondere Mitwirkungspflichten. Dazu gehören unter anderem die Anzeigepflichten §§ 137-139 AO, Erklärungspflichten (§§ 149-153 AO), und Buchführungs- und Aufzeichnungspflichten (§§ 140-148 ).“